# Кліффорд Гансен
Кліффорд Пітер Гансен (англ. Clifford Peter Hansen; 16 жовтня 1912, Зеніт, Вайомінг — 20 жовтня 2009, Джексон, Вайомінг) — американський політик-республіканець. Він був губернатором штату Вайомінг з 1963 по 1967, представляв Вайомінг у Сенаті США з 1967 по 1978. Після смерті Хірама Фонга у 2004 році і до своєї смерті, Гансен був найстаршим живучим колишнім сенатором.
Гансен вивчав сільське господарство в Університеті Вайомінгу, який він закінчив у 1934 році зі ступенем бакалавра. З 1946 по 1966 був членом Ради піклувальників Університету Вайомінгу (з 1955 по 1962 — її головою). Крім того, він очолював Національну асоціацію скотарів.
У 1937 році він був обраний до сенату штату Вайомінг, з 1943 по 1951 працював також комісаром округу Тетон.
Метт Мід, онук Гансена, переміг на губернаторських виборах у листопаді 2010 року.